# Vittorio Micolucci
Vittorio Micolucci (Giulianova, 14 agosto 1983) è un ex calciatore italiano, di ruolo difensore.

## Carriera

### Club
Cresce nel Giulianova, squadra della sua città, e debutta nel campionato di Serie C1 con sei presenze all'età di 16 anni. Viene notato subito da alcuni osservatori dell'Udinese e durante il mercato invernale della stagione 1999-2000 viene tesserato dal club friulano. Nella stagione 2000-2001 debutta in Serie A. Torna in Abruzzo nella stagione 2001-2002, dove veste la maglia del Pescara per tre stagioni, centrando nella stagione 2002-2003 anche la promozione in Serie B, alla quale contribuisce segnando anche un gol. Nel 2004 passa a titolo definitivo al Bari, in Serie B dove gioca da titolare, giocando in tre anni 89 partite. Dal 2007 al 2011 veste la maglia dell'Ascoli in Serie B giocando 128 partite, condite da un gol.
Dopo lo scandalo del calcioscommesse che lo costringe a restare fuori dal calcio giocato per due anni, il 16 febbraio 2013 passa a titolo definitivo al Giulianova, squadra della sua città che in seguito al fallimento si ritrova a giocare il campionato di Eccellenza Abruzzo. Esordisce il giorno successivo, il 17 febbraio 2013 in trasferta contro lo Sporting Ortona (terminata 1-0) ma il suo arrivo viene aspramente criticato dai tifosi giuliesi. Per la stagione successiva rimane nell'eccellenza abruzzese e milita nelle file del San Nicolò, con cui vince il campionato ottenendo la promozione in Serie D.

### Nazionale
Ha giocato con le nazionali giovanili italiane Under-16, Under-17, Under-19 ed Under-20.

## Calcioscommesse
Il 1º giugno 2011 viene fermato dalla squadra mobile di Cremona nell'ambito di un'inchiesta su scommesse illegali nel calcio, basate sulla sospetta manipolazione dei risultati delle partite del campionato di Serie B e di Lega Pro, che coinvolge, tra gli altri, l'ex giocatore della Lazio e della Nazionale Beppe Signori, il capitano dell'Atalanta Cristiano Doni e l'ex calciatore ed attuale commentatore televisivo Stefano Bettarini.
Il 3 agosto, durante il processo sportivo, ha ammesso le proprie colpe ed ha deciso di patteggiare, quindi è stato punito con 14 mesi di squalifica.
Il 31 maggio 2012 patteggiando viene squalificato per ulteriori 4 mesi, per un totale di 1 e 6 mesi di squalifica.
Nelle sue seguenti rivelazioni punta il dito contro Andrea Ranocchia e Antonio Conte, rispettivamente suo compagno e allenatore ai tempi del Bari, per le presunte combine di Treviso-Bari e Salernitana-Bari il primo e Salernitana-Bari e Piacenza-Bari il secondo (2008-2009).
Secondo un'informatica del Servizio Centrale Operativo della polizia, tra Micolucci e l'altro pentito Carlo Gervasoni ci furono 36 contatti.
Il 9 febbraio 2015 la procura di Cremona termina le indagini e formula per lui e altri indagati le accuse di associazione a delinquere e frode sportiva.

## Palmarès

### Competizioni regionali
- Eccellenza: 1

San Nicolò: 2013-2014

### Competizioni internazionali
- Coppa Intertoto UEFA: 1

Udinese: 2000